# Paco Marsó
Francisco „Paco“ Marsó (eigentlich Francisco Martinez Socias, * 1948 in Macael, Almería; † 5. November 2010 in Málaga) war ein spanischer Schauspieler und Theaterleiter.

## Leben
Marsó spielte hauptsächlich auf der Bühne, war jedoch 1967 bis 1979 auch in Film und Fernsehen in etwa 15 Rollen zu sehen; später trat er noch in Fernsehserien auf. Mit seiner Frau Concha Velasco, mit der er von 1977 bis 2005 verheiratet war, gründete er das Theater und den Verlag Marsó-Velasco. Er starb an einem Herzinfarkt.

## Filmografie (Auswahl)
- 1967: Teatro de siempre (Fernsehserie, 2 Folgen)
- 1971: Eine Stadt nimmt Rache (A Town Called Bastard)
- 1971: Captain Apache (Captain Apache)
- 1976: Guerreras verdes
- 1979: Ernesto
- 1980: Fortunata y Jacinta (Fernsehserie, 10 Folgen)
- 1997: La buena estrella